# Tecoma stans
Tecoma stans és una espècie d'arbust de flor perenne del gènere Tecoma i de la família de les bignoniàcies, que és nativa d'Amèrica. Tecoma stans és la flor oficial Illes Verges Nord-americanes i l'emblema floral de les Bahames.

## Distribució
Tecoma stans és una planta àmpliament distribuïda pels tròpics i subtròpics del hemisferi oest tot i que és comercialitzada com a planta ornamental en la majoria de regions tropicals. Els seus límits de distribució es troben acotats segons la temperatura mínima hivernal. L'espècie es característica de vessants rocalloses, sovint calcàries però també por trobar-se en substrats al·luvials si el drenatge es bo. En zones àrides sol créixer de manera aïllada mentre que en zones humides po créixer també en zones deforestades. Les seves flors solen ser pol·linitzades per colibrís.

## Descripció
Es un arbust o arbre petit, perenne, hermafrodita, de fusta dura i fulles compostes i oposades, de vores serrades. El fruit és una beina allargada (7-21 cm) de color verd-marró. La principal característica és la flor, una corol·la tubular-acampanada (3-5 cm) i color groc viu.
Les branques, i també el tronc, s'esquincen longitudinalment amb molta facilitat, provocant la seva caiguda. És comú veure branques seques penjant de l'arbre, i també branques que s'han esquinçat i segueixen vivint. En aquest últim cas, la branca forma una essa poc marcada.